# Сабиончело Сан Виторе (Ферара)
Сабиончело Сан Виторе је насеље у Италији у округу Ферара, региону Емилија-Ромања.
Према процени из 2011. у насељу је живело 234 становника. Насеље се налази на надморској висини од 5 м.